# Mortes em junho de 2009
Mortes em 2009: ← Janeiro – Fevereiro – Março – Abril – Maio – Junho – Julho – Agosto – Setembro – Outubro – Novembro – Dezembro →
A lista a seguir relaciona pessoas notáveis que morreram em junho de 2009:

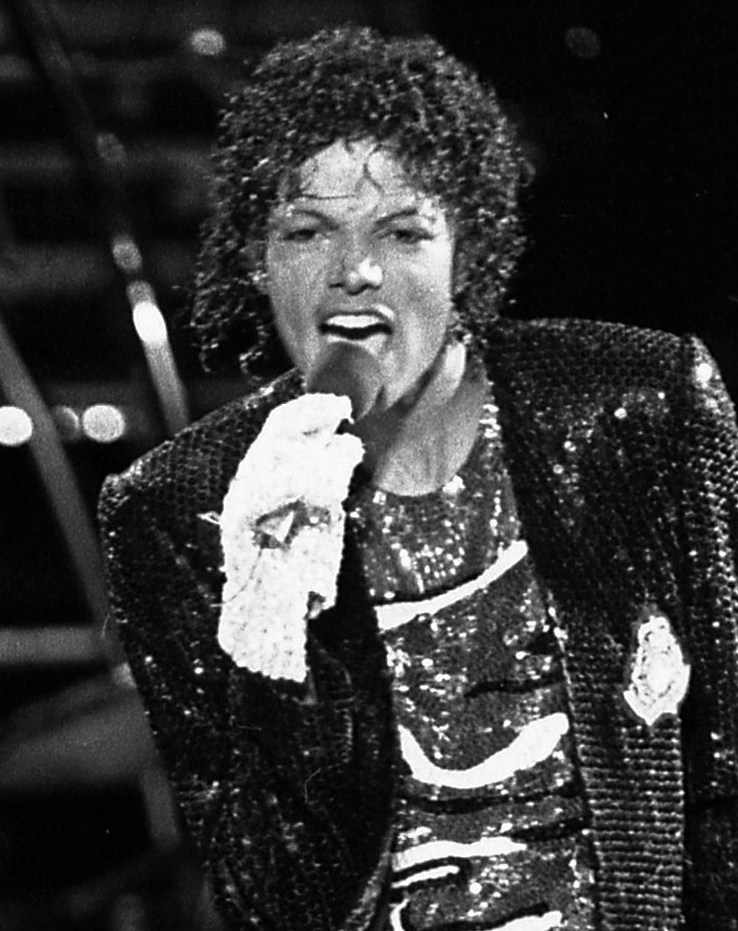
Michael Jackson, cantor, compositor e dançarino estadunidense.

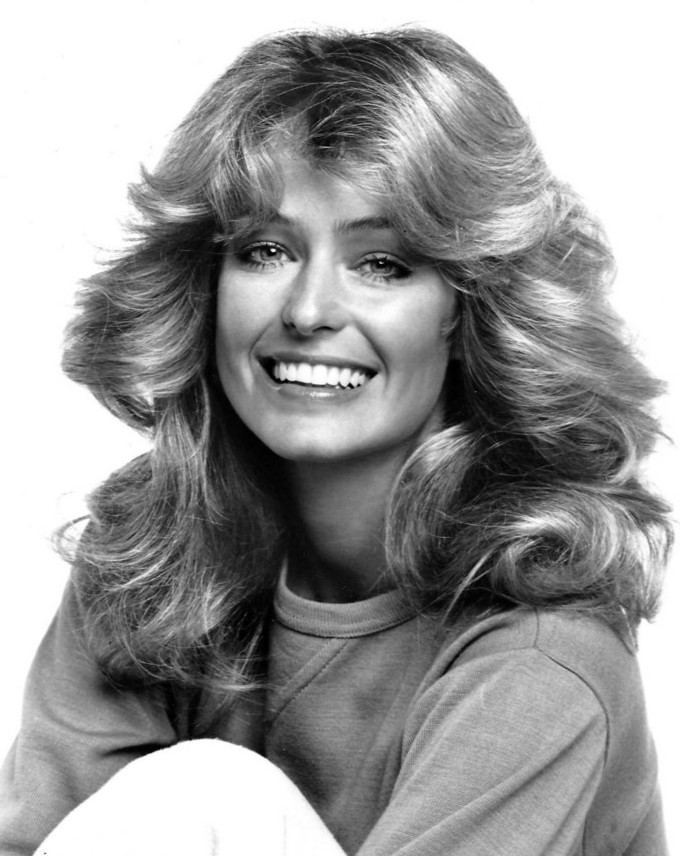
Farrah Fawcett, atriz estadunidense.

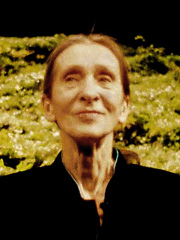
Pina Bausch, dançarina e coreógrafa alemã.

| Dia | Nome                   | Profissão ou motivo de reconhecimento | Nacionalidade  | Ano de nasc. | Ref    |
| --- | ---------------------- | ------------------------------------- | -------------- | ------------ | ------ |
| 1   | Silvio Barbato         | Maestro                               | Brasil         | 1958         | [ 1 ]  |
| 2   | Tony Maggs             | Automobilista                         | África do Sul  | 1937         | [ 2 ]  |
| 2   | Walter Bandeira        | Cantor e locutor                      | Brasil         | 1941         | [ 3 ]  |
| 3   | David Carradine        | Ator                                  | Estados Unidos | 1936         | [ 4 ]  |
| 3   | John Campbell Ross     | Militar                               | Austrália      | 1899         | [ 5 ]  |
| 5   | Baciro Dabó            | Político                              | Guiné-Bissau   | 1958         | [ 6 ]  |
| 5   | Hélder Proença         | Político                              | Guiné-Bissau   | 1956         | [ 7 ]  |
| 6   | Jean Dausset           | Nobel de Fisiologia/Medicina          | França         | 1916         | [ 8 ]  |
| 7   | Baron Vaea             | Político                              | Tonga          | 1921         | [ 9 ]  |
| 7   | Kenny Rankin           | Cantor e compositor                   | Estados Unidos | 1940         | [ 10 ] |
| 7   | Omar Bongo             | Presidente de seu país                | Gabão          | 1935         | [ 11 ] |
| 9   | Raul de Barros         | Músico                                | Brasil         | 1915         | [ 12 ] |
| 10  | Hélio Afonso           | Ator                                  | Brasil         | 1969         | [ 13 ] |
| 11  | Ricardo Rangel         | Fotojornalista e fotógrafo            | Moçambique     | 1924         | [ 14 ] |
| 13  | Mitsuharu Misawa       | Wrestler                              | Japão          | 1962         | [ 15 ] |
| 13  | Raul Brunini           | Radialista e político                 | Brasil         | 1910         | [ 16 ] |
| 14  | Abel Tador             | Futebolista                           | Nigéria        | 1984         | [ 17 ] |
| 15  | Carlos Pardo           | Automobilista                         | México         | 1975         | [ 18 ] |
| 16  | Charlie Mariano        | Saxofonista                           | Estados Unidos | 1923         | [ 19 ] |
| 16  | Peter Arundell         | Automobilista                         | Inglaterra     | 1933         | [ 20 ] |
| 19  | Perry Salles           | Ator e diretor                        | Brasil         | 1939         | [ 21 ] |
| 19  | Red Boucher            | Político                              | Estados Unidos | 1921         | [ 22 ] |
| 19  | Tomoji Tanabe          | Supercentenário                       | Japão          | 1895         | [ 23 ] |
| 23  | Manuel Saval           | Ator                                  | México         | 1956         | [ 24 ] |
| 24  | Alicia Delgado         | Cantora                               | Peru           | 1959         | [ 25 ] |
| 25  | Farrah Fawcett         | Atriz                                 | Estados Unidos | 1947         | [ 26 ] |
| 25  | Michael Jackson        | Cantor, compositor e dançarino        | Estados Unidos | 1958         | [ 27 ] |
| 27  | Goffredo Telles Júnior | Jurista                               | Brasil         | 1915         | [ 28 ] |
| 30  | Harve Presnell         | Ator e cantor                         | Estados Unidos | 1933         | [ 29 ] |
| 30  | Pina Bausch            | Coreógrafa e dançarina                | Alemanha       | 1940         | [ 30 ] |